# Góry (Sekursko)
Góry – przysiółek wsi Sekursko w Polsce, położony w województwie łódzkim, w powiecie radomszczańskim, w gminie Żytno.
W latach 1975–1998 przysiółek należał administracyjnie do województwa częstochowskiego.